# Khan el-Khalili

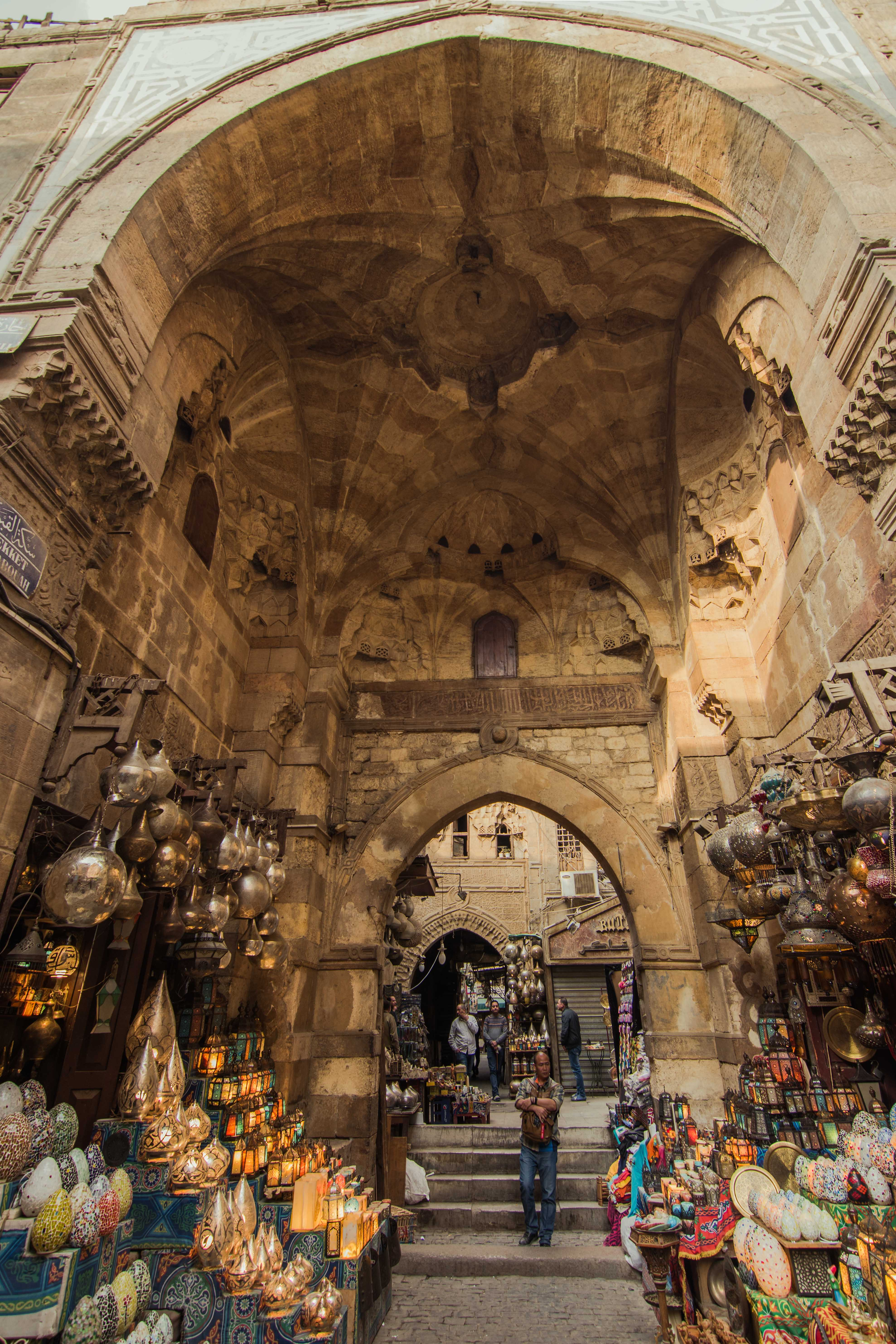
Il bazar di Khān el-Khalilī

Khān el-Khalilī (in arabo خان الخليلي‎?) è il principale suq di Il Cairo storica e una delle principali attrazioni turistiche, anche a causa delle sue grandi dimensioni che, solo dopo il Bazar d'Istanbul lo rendono il secondo mercato più grande dell'intero Vicino Oriente.

## Storia
Il sūq risale al 1382, quando l'Emiro circasso Jarkaṣ al-Khalīlī fece costruire un ampio caravanserraglio (in arabo خان‎?, khān) al Cairo, che all'epoca era sotto la dominazione del Sultano mamelucco Barqūq, trasferendoci numerosi commercianti della città palestinese di Hebron (in arabo "Khalīl"). Da quel momento in poi il mercato mantenne sempre la sua denominazione di khān di Khalīlī o, altrettanto verosimilmente, khān dei mercanti di Khalīl.
Dal tempo di Barqūq - che regnò tra il 1382 e il 1399 come primo Sultano della dinastia dei Circassi (in arabo Jarkaṣ) - numerosi sono stati i restauri e gli ampliamenti di Khān el-Khalīlī, attuati all'interno delle mura erette dalla dinastia ismailita dei Fatimidi, che ha a nord la moschea di al-Ḥākim e a sud quella di al-Ḥusayn e di al-Azhar.

Quando Barqūq avviò i lavori di edificazione della madrasa che porta il suo nome, in Bayn el-Qaṣrayn (lett. "Fra i due palazzi"), fu necessario ricostruire altrove i mercati, con le loro botteghe e i loro magazzini, e Khān el-Khalīlī poté quindi seguitare a operare.

## Oggi
Oggi si fa notare per il buon rapporto qualità/prezzo dei suoi tessuti, delle sue pelli, delle vivande, delle spezie, dei gioielli tradizionali e dei profumi, venduti a prezzi ragionevoli, per i quali occorre comunque a lungo trattare, secondo un costume diffuso in tutto il mondo islamico.

In aggiunta ai negozi vi sono numerosi caffè (in arabo مقهى‎?, maqhā, o قهوة, qahwa, a seconda che si usi il dialetto o l'arabo classico), tra cui l'ormai storico Fishāwī, in cui si serve normalmente la shisha ("vetro" o "bottiglia" in lingua turca) con una grande varietà di tabacchi al sapore di frutta. Abbondano ristoranti per tutti i livelli di spesa, oltre a botteghe e carrettini in cui si vende il cibo tradizionale egiziano: kebāb, shawārma, ful medammes (fave lesse e condite con olio), falāfil di ceci o fave (in Egitto chiamati ṭaʿāmiyya), accompagnati dall'ʿesh bàladi, il pane casareccio a forma di focaccia, e conditi dal humūs (crema di ceci mescolata a crema di sesamo), accompagnati dai classici torshī (sottaceti).
Attigua al Khān el-Khalīlī si erge la popolarissima moschea di al-Husayn (Sayyidnā al-Ḥusayn, "Nostro signore al-Ḥusayn) e l'Università-Moschea di al-Azhar.
Il premio Nobel Naguib Mahfouz ha ambientato nella zona molti dei suoi romanzi, tra cui Khan El-Khalili nel (1945), al-Tholaseya (Trilogia del Cairo)  nel (1956–57), Zuqāq al-Midaq (Vicolo del mortaio), e altri ancora.
Il mercato è stato fatto oggetto di un attacco terroristico nell'aprile 2005. L'attacco-suicida del 7 aprile uccise 21 persone (undici egiziani, due turisti francesi, uno statunitense e sette altri turisti di non meglio precisata provenienza).

Il 22 febbraio 2009 un ulteriore attentato, condotto con un ordigno esplosivo di fabbricazione artigianale (un altro, rinvenuto inesploso, è stato fatto brillare dalle forze di sicurezza egiziane) è stato compiuto all'ingresso del Khān el-Khalīlī, nelle immediate adiacenze del "Funduq (Albergo) al-Ḥusayn", che s'affaccia sull'omonima piazza. L'esplosione ha provocato la morte di una giovane turista francese di 17 anni e il ferimento di 25 fra egiziani e turisti stranieri che, come sempre, affollavano le stradette del mercato e la piazza.